# Ramona Bachmann
Ramona Bachmann (født 25. december 1990) er en kvindelig schweizisk fodboldspiller, der spiller som angriber for engelske Chelsea og Schweiz' kvindefodboldlandshold, siden 2017.
Hun skrev i December 2016, under med den engelske FA Women's Super League-klub Chelsea.

## Meritter
Umeå IK
- Damallsvenskan: Vinder 2007, 2008
- Svenska Cupen: Vinder 2007
- Svenska Supercupen: Vinder 2007, 2008

FC Rosengård
- Damallsvenskan: Vinder 2013, 2014, 2015
- Svenska Supercupen: Vinder 2012, 2015

VfL Wolfsburg
- DFB-Pokal: Vinder 2015-16

Chelsea 
- FA WSL: Vinder 2017-18
- FA Women's Cup: Vinder 2017-18
- FA WSL Cup: Vinder 2019-20

## Privatliv
Bachmann dannede par med West Ham United-spilleren Alisha Lehmann, indtil de i 2021 gik fra hinanden.